# 朝倉鈴音
朝倉鈴音是日本女性聲優。主要為成人遊戲配音。

## 演出作品
2003年
- 雪櫻（日语：雪桜）（宗谷美咲[1]）

2013年
- 大圖書館的牧羊人（芹澤水結[2]）

2014年
- 大圖書館的牧羊人 -Dreaming Sheep-（芹澤水結[3]）